# 川端賢樹
川端 賢樹（かわばた まさき、1972年4月10日 - ）は、日本のプロボクサー。兵庫県宝塚市出身。兵庫県揖保郡太子町在住。第27代日本スーパーフライ級王者。姫路木下ボクシングジム所属。兵庫県立龍野実業高等学校(現兵庫県立龍野北高等学校)卒業。

## 来歴
高校1年生の夏にマイク・タイソンに憧れ、姫路木下ジムに入門してボクシングを始める。
1992年11月9日、デビュー戦に1RKOで勝利。
1997年4月29日、川端と同じく後に世界挑戦を果たす浅井勇登と6回戦で引き分け。
1999年3月6日、松浦広平（国際）を10R判定で破り、日本ランキング上位に。
1999年6月27日、モンゴルの強豪で世界7位・PABA王者のユーラ・ディマに8R判定負け。
1999年9月4日、世界ランカーのパニアン奥田（角海老宝石）に9R負傷判定負け。ディマ戦に続き、強豪相手に健闘。
1999年11月8日、グアムにて世界挑戦経験のある世界ランカー、カルメロ・カセレス（フィリピン）に3RTKO勝ち。世界ランクに進出。
2000年2月25日、22戦16勝4敗2引分の戦績で、タイ・サムットプラーカーンでWBC世界フライ級王者メッドグン・3Kバッテリーに挑戦する。序盤は攻勢に進めたが、12R判定で敗れ戴冠ならず。
2001年4月9日、日本フライ級王座決定戦を坂田健史と争い10R判定で敗れ、戴冠ならず。一度引退。
2002年6月9日、復帰戦を1RKO勝ちで飾る。
2003年2月3日、WBCインターナショナル王者で、世界王座挑戦経験のある強豪、ランディ・マングバット（フィリピン）に10R判定勝ち。

### 日本王座獲得
2003年9月6日、日本スーパーフライ級王者プロスパー松浦に挑み、2RKO勝利で待望の王座を獲得。復帰の条件として、日本チャンピオンになれなければ離婚と背水の陣で臨んだ。ただしこの試合中ローブローを有効打と見なす判定があった・。これにより、無効試合の申し立てを却下しJBCは再戦命令を降したうえ、主審の熊崎広大審判員を2ヶ月間の出場停止処分とした。
2004年2月8日、前述より初防衛戦をプロスパー松浦と行い、10R判定勝利。
2004年6月28日、有永政幸に10R判定負けを喫し、陥落。
2005年5月16日、階級を上げサーシャ・バクティンの持つ日本バンタム級王座に挑戦。10R判定負けで戴冠ならず。
2006年12月10日、交流のある三谷将之の持つ日本バンタム級王座に挑戦。10R判定負けで戴冠ならず。
2008年11月16日、その後3戦3勝を収め名古屋国際会議場で大場浩平の持つ日本バンタム級王座に挑戦。7月8日には父親が飲酒運転のトラックによる轢き逃げ事故により死去し、家業である土木建築業の引継ぎに専念せざるを得ない事情の為9月の試合をキャンセルするなどの状況であったが、この試合に掛けるために仕事を中断し試合に臨んだ。2Rには大場にとって初のダウンを与えるなど果敢に攻めるも、10R判定 0-2で敗れ戴冠ならず。
2009年、37歳の定年後もさらに2階級制覇を目指して現役を続行すべくMRI検査を受け、脳動脈瘤の疑いがあると診断されて引退を決意。5月24日、所属ジムが公式サイトで経過を報告した。原因はボクシング以外のものとされている。
引退後は、姫路市でKAWABATA BOXING GYM（後に川端スポーツボクシングジムに改称）を経営している。

## 獲得タイトル
- 第27代日本スーパーフライ級王座 (防衛1)